# Sopa agripicante
Por sopa agripicante se entiende un tipo de sopa común a varias tradiciones culinarias asiáticas, que contiene ingredientes que la hacen picante y agria.

## Variantes

### Estados Unidos
Puede usarse caldo de pollo o cerdo, o incluso caldos sin carne. Algunos ingredientes clave son brotes de bambú, aceite de sésamo tostado, oreja de Judas, kikurage, brotes de lirio de día, vinagre, huevo, maicena y pimienta blanca. Otros ingredientes son el champiñón común y pequeñas rodajas de piel de soja. Es comparativamente más espesa que las versiones chinas.

### China
Las gastronomías de Pekín y Sichuan reclaman la sopa agripicante como plato regional propio. Suele hacerse con carne, conteniendo a menudo ingredientes como brotes de lirio de día, oreja de Judas, brotes de bambú y tofu, en un caldo que se sazona con sangre de cerdo. Suele hacerse picante con guindilla o pimienta blanca, y agrio con vinagre.

### Camboya
El samlar machu, una sopa camboyana agria condimentada con limón, guindilla y gamba, es una de las sopas agrias más populares del país, tomándose con frecuencia en ocasiones especiales.

### Filipinas
Aunque técnicamente no es una sopa agripicante, el sinigang es una típica sopa filipina condimentada con sampalok (tamarindo), guayaba o limón chino.

### Tailandia
El tom yum es una sopa tailandesa condimentada con pasto de limón, tamarindo, lima, galangal y guindilla.

### Vietnam
El canh chua (literalmente ‘sopa agria’) es una sopa propia de la región del río Mekong al sur de Vietnam, parecida a la sopa camboyana antes mencionada. Se hace típicamente con pescado del Mekong o gamba, piña, tomate (a veces también otras verduras) y brotes de judía, condimentada con tamarindo y hierba aromática cítrica ngò ôm (Limnophila aromatica). Cuando se hace al estilo del hot pot, el plato se llama lẩu canh chua.